# ヘラバヒメジョオン
ヘラバヒメジョオン（箆葉姫女苑、学名: Erigeron strigosus）は、キク科ムカシヨモギ属の越年草。草原や空き地や道ばたなどに生える雑草。
和名は、ヒメジョオンに似ているが、葉がへら形をしていることから。ヤナギバヒメジョオンともいう。

## 特徴
ヒメジョオンによく似ていて、雑種もつくられる。ヘラバヒメジョオンとヒメジョオンの雑種はヤナギバヒメジョオンと言われる。

## 分布
北アメリカ原産で、日本では大正時代に確認された帰化植物。